# 2008 BN18
2008 BN18, também escrito como 2008 BN18, é um corpo menor que é classificado como um damocloide. O mesmo possui um diâmetro com cerca de 8 km.

## Descoberta
2008 BN18 foi descoberto no dia 30 de janeiro de 2008 LPL/Spacewatch II.

## Órbita
A órbita de 2008 BN18 tem uma excentricidade de 0,926 e possui um semieixo maior de 35,583 UA. O seu periélio leva o mesmo a uma distância de 2,620 UA em relação ao Sol e seu afélio a 68,547 UA.